# Parc naturel régional Terra delle Gravine
Le parc naturel régional Terra delle Gravine est un espace naturel protégé créé dans les Pouilles en 2005. La zone s'étend dans les provinces de Brindisi et de Tarente, dans la région des Murge,.
Il comprend les communes de :
- Province de Brindisi : Villa Castelli,
- Province de Tarente :Crispiano, Castellaneta, Ginosa, Grottaglie, Laterza, Massafra, Montemesola, Mottola, Palagiano, Palagianello, San Marzano di San Giuseppe, Statte.

## Habitat
D'un point de vue naturel, notamment en raison des conditions d'accessibilité, les ravins possèdent une faune et une flore typiques.

### Faune

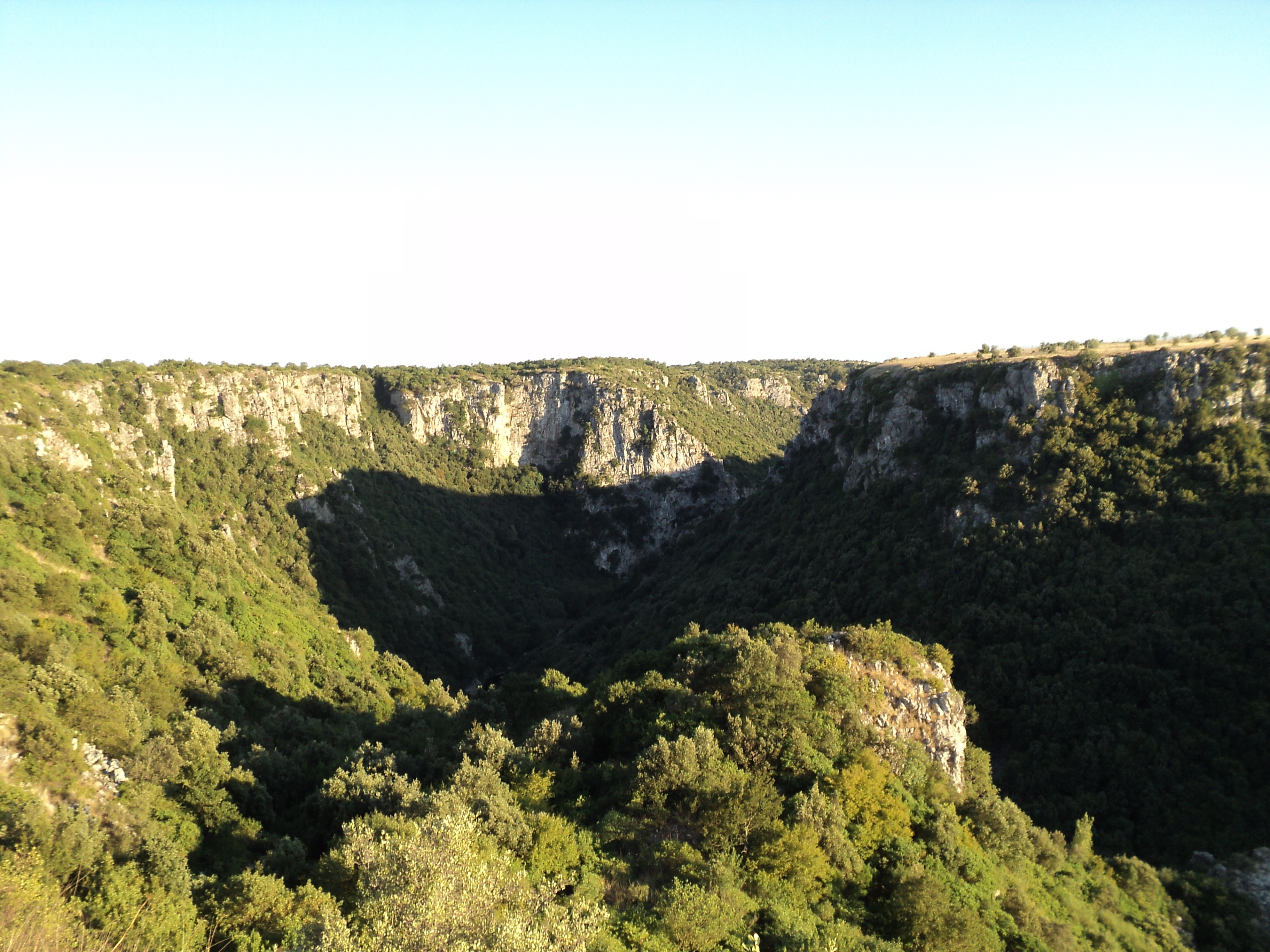
Gravine di Lazerta

Il est possible de rencontrer plusieurs petits rapaces comme le faucon lanier, le faucon crécerellette, mais aussi le milan noir, la buse variable, le circaète Jean-le-Blanc, le vautour percnoptère (très rare aujourd'hui) et le hibou des marais et le hibou grand-duc.
D'autres oiseaux présents dans les ravins sont le grand corbeau, le martinet noir, l'effraie des clochers, la chevêche d'Athéna, le petit-duc scops et la mésange charbonnière. La nuit, il est facile de se retrouver face à des chauves-souris de diverses espèces telles que le rhinolophe, le vespertilio et les miniopterus.
Dans les étangs présents dans les ravins se trouvent le sonneur à ventre jaune, typique des ravins du sud de l'Italie , la grenouille verte italienne, le triton italien, le crapaud vert, le crapaud commun, la rainette italienne.
Les mammifères les plus courants sont le lièvre, le renard, le hérisson, le porc-épic, le blaireau, le sanglier, la fouine, la belette, les petits rongeurs comme le loir et l'écureuil. Des groupes de loups sont également présents sporadiquement dans les Murge et les zones boisées environnantes. 
Les reptiles présents sont la tortue d'Hermann, la couleuvre à collier, la couleuvre tessellée, la couleuvre à quatre raies, la vipère, la couleuvre léopard, la couleuvre verte et jaune, la coronelle lisse, le lézard des ruines, le lézard vert à deux raies, le luscengola, le gecko verruqueux, la tarente commune. Une présence courante est celle du gecko de Kotschy des Pouilles qui dans la tradition populaire est appelé lézard m'bracidita (lézard pourri) ou lézard fracitana (lézard trempé) .

### Flore
On y trouve le chêne vert, le pin d'Alep, l'arbousier, le frêne, le caroubier, l'érable et l'asperge sauvage.
Dans les ravins, vous pourrez trouver des orchidées sauvages, du chèvrefeuille, du cyclamen, de l'aubépine monogyne, des roses sauvages, du grenadier commun, des cognassiers et du figuier de Barbarie.